# Розмова
Розмова — це форма інтерактивного спілкування між двома або більше людьми. Як правило, розмова відбувається в усній мові, в той час як письмовий обмін повідомленнями зазвичай розмовою не вважають. Розвиток розмовних навичок і етикету — важлива частина соціалізації. Розвиток навичок розмови іноземною мовою — ключовий пункт викладання і навчання іноземних мов.
Основні ознаки розмовності — звукова форма, спонтанність, ситуативність, непублічність, неофіційність, діалогічність — встановлюються в усних формах розмовної літературної мови, у стилізованих писемних текстах.
Конверсаціонний аналіз — це область соціології, яка вивчає структуру і організацію взаємодії людей, зі спеціалізацією на мовній взаємодії.